# Radiocontrol
Radiocontrol (RC) es la técnica que permite el control de un objeto a distancia y de manera inalámbrica mediante una emisora 
de control remoto.

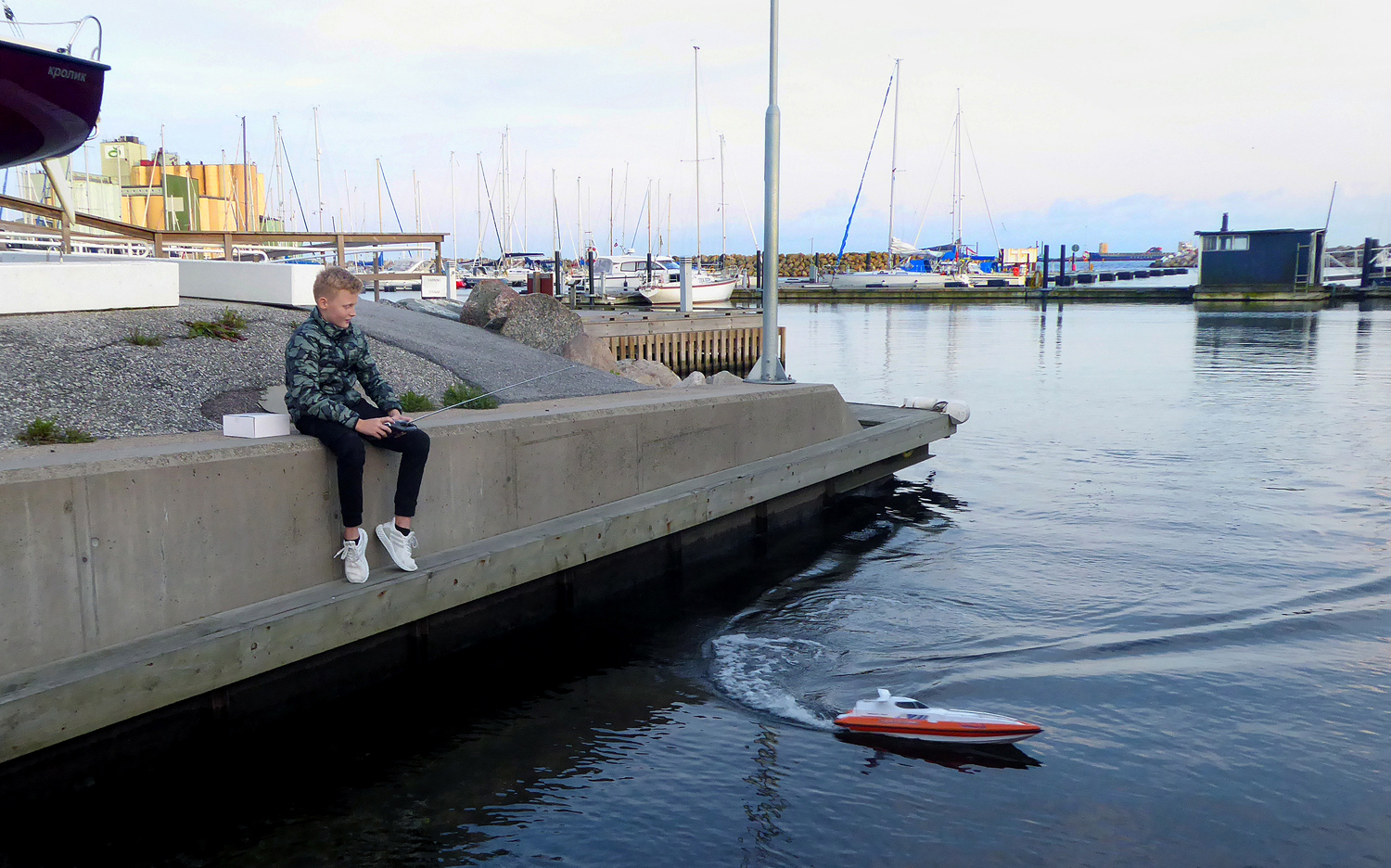
Un niño conduce su bote controlado por radio en el puerto deportivo Ystad.

En el radiocontrol entran en juego tres técnicas fundamentales: la electrónica que se encarga de transformar los comandos dados en ondas de radio en el transmisor y a la inversa en el receptor, la electricidad, encargada de proporcionar la energía necesaria a los dispositivos tanto el comando (o transmisor) como el receptor y la mecánica encargada de mover los accionadores (o servos) que dan las señales eléctricas demoduladas o decodificadas en movimiento mecánico.
Existen todo tipo de vehículos de modelismo dirigidos por radiocontrol, siendo los más populares los coches, los aviones, los barcos, los helicópteros y los submarinos.

## Aparatos a radiocontrol - Modelismo Naval
Dentro del modelismo naval a radiocontrol, se celebran regatas de yates, tanto con modelos de motor como de vela, y es una afición cada vez más extendida y promovida dentro de los clubes náuticos.

## Yates a vela
La Federación Internacional de Vela (ISAF) incluye en el apéndice E de su Reglamento de Regatas a Vela las reglas especiales para las regatas de yates a vela por radiocontrol. Esta federación reconoce cuatro clases de modelos:
- International One Metre (IOM)
- International Marblehead (MAR)
- International 10 Rater (10R)
- International Radio A Class (RA)

Otras clases muy extendidas, además de las 4 reconocidas por la ISAF, son:
- RC Laser
- Micro Magic
- RG-65
- Victoria